# Style italianisant

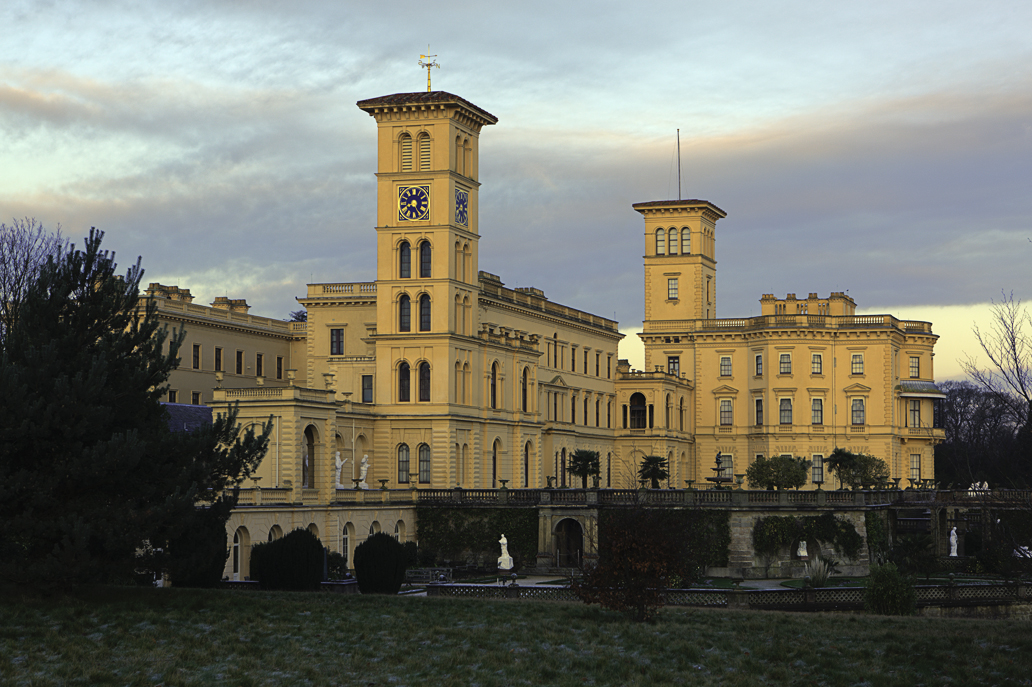
Osborne House, sur l'île de Wight (Angleterre), construite entre 1845 et 1851.

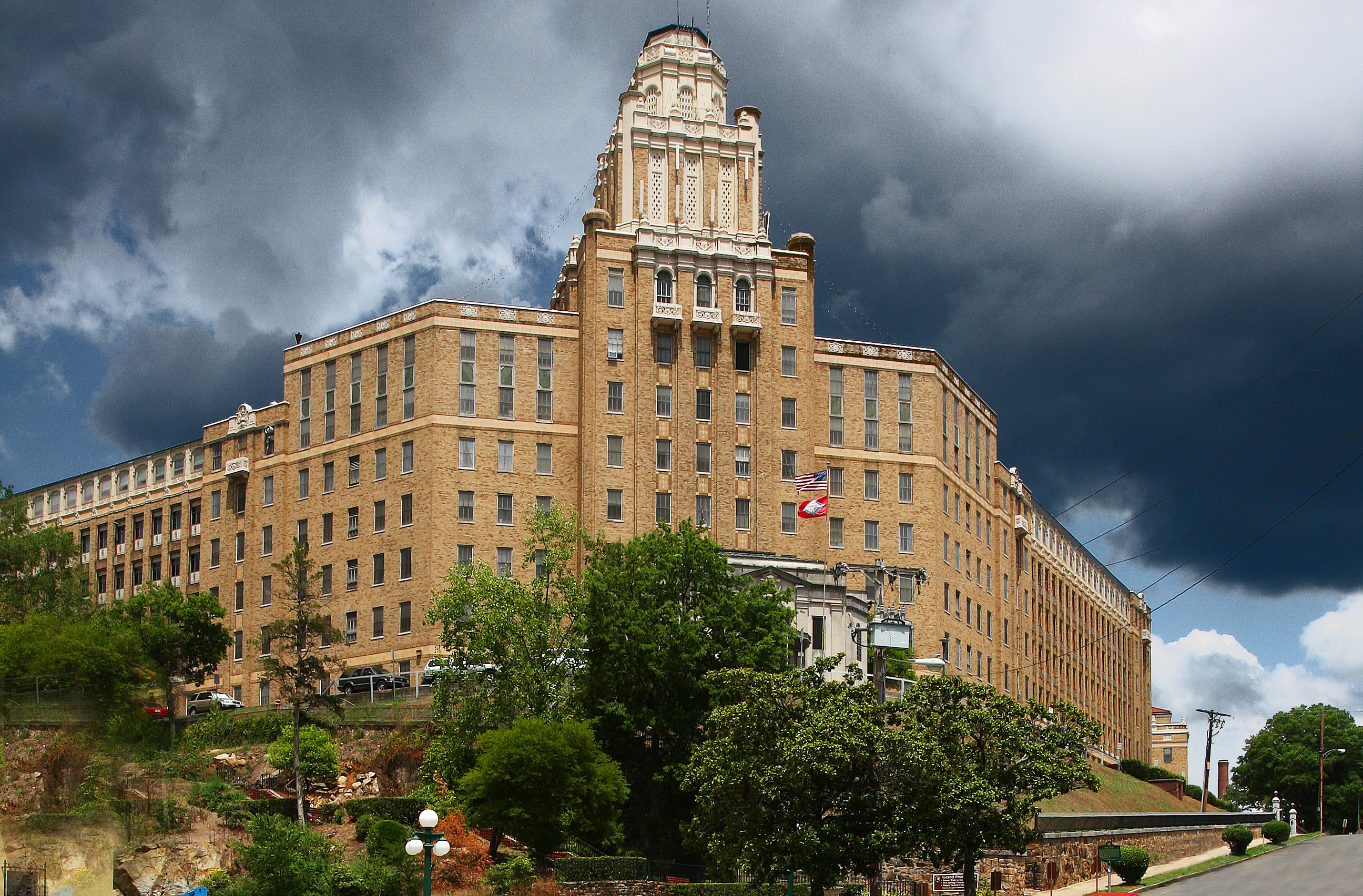
Le Old Army Navy Hospital situé dans le parc national de Hot Springs (Arkansas).

Le style italianisant est un style architectural du XIXe siècle, s'inspirant de l'architecture de la renaissance italienne. Ce style est une variante du style néo-Renaissance dont il existe plusieurs formes. 
Il se rapproche également du style pictural Pittoresque, qui peut également servir d'inspiration pour des jardins.

## Caractéristiques
Principales caractéristiques des constructions :
- toit plat ou à faible pente,
- corbeaux et imposantes corniches[2],
- larges consoles[2],
- constructions parfaitement rectangulaires[2],
- fenêtres et portes à fronton,
- fenêtres étroites, de forme arquée, parfois jumelées et embellies de reliefs[2], avec d'importantes archivolte et architrave,
- fenêtres du premier étage hautes, suggérant un étage noble,
- tour ornementale carrée en forme de campanile italien ou de belvédère,
- balcons avec des balustrades en fer forgé ou d'inspiration Renaissance,
- pierres d’angle[3],
- loggia,
- présence, parfois, d'un dôme[2].

## Diffusion

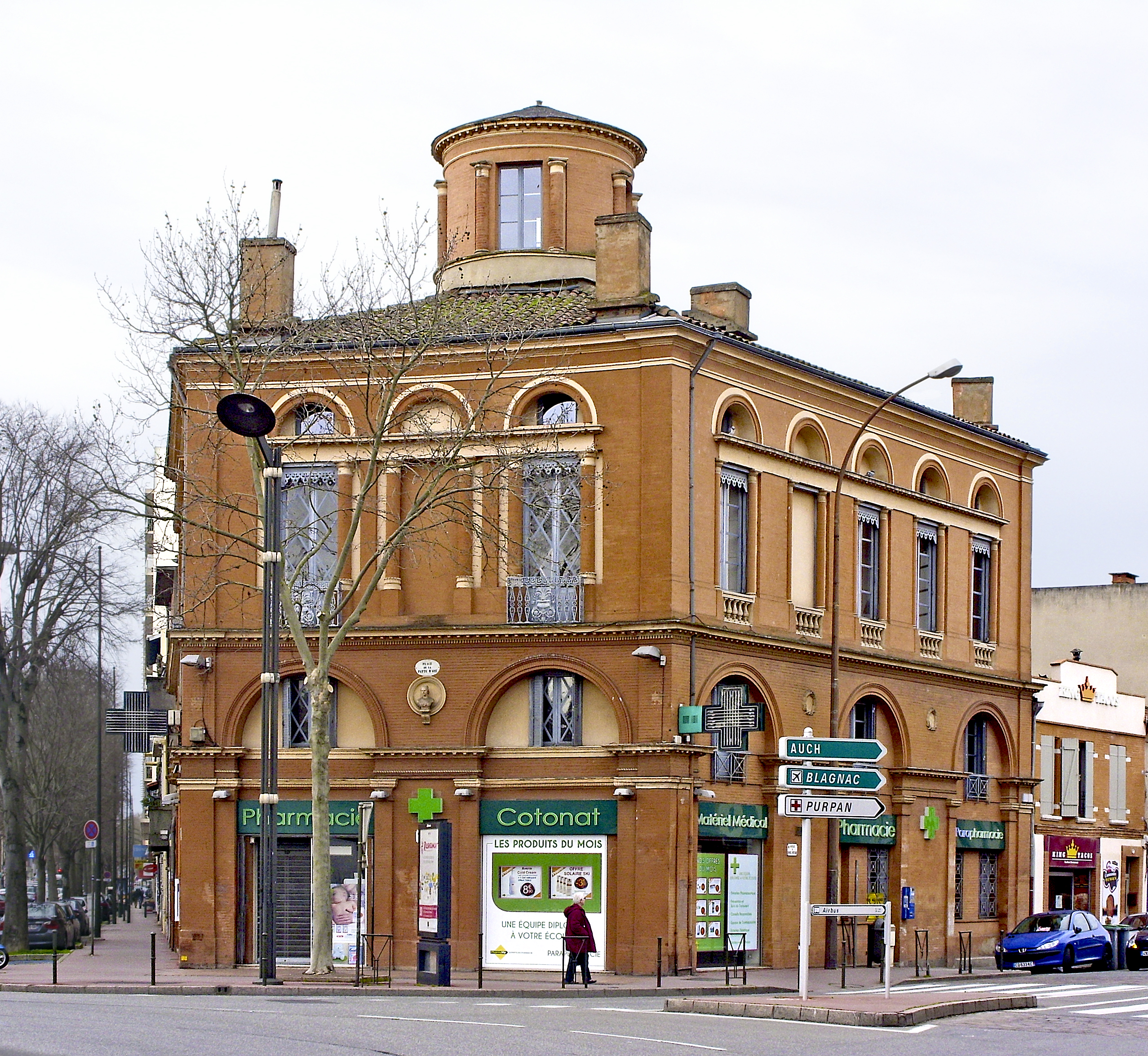
Villa à l'italienne à Toulouse.

Ce style est apparu pour la première fois en Angleterre en 1802 lors de la construction de Cronkhill dans le Shropshire par John Nash.
Aux États-Unis où il fut populaire des années 1840 aux années 1885, ce style est une composante du style victorien. 
En France ce style fut populaire sur la riviera dans les années 1860 - 1870, un exemple en est la villa Kotchoubei (1878), ainsi que dans la ville de Clisson, située en Loire-Atlantique, avec son architecture urbaine italianisante, son domaine de la Garenne Lemot et son festival Les Italiennes de Clisson. La ville de Toulouse possède également des bâtiments au style italianisant.

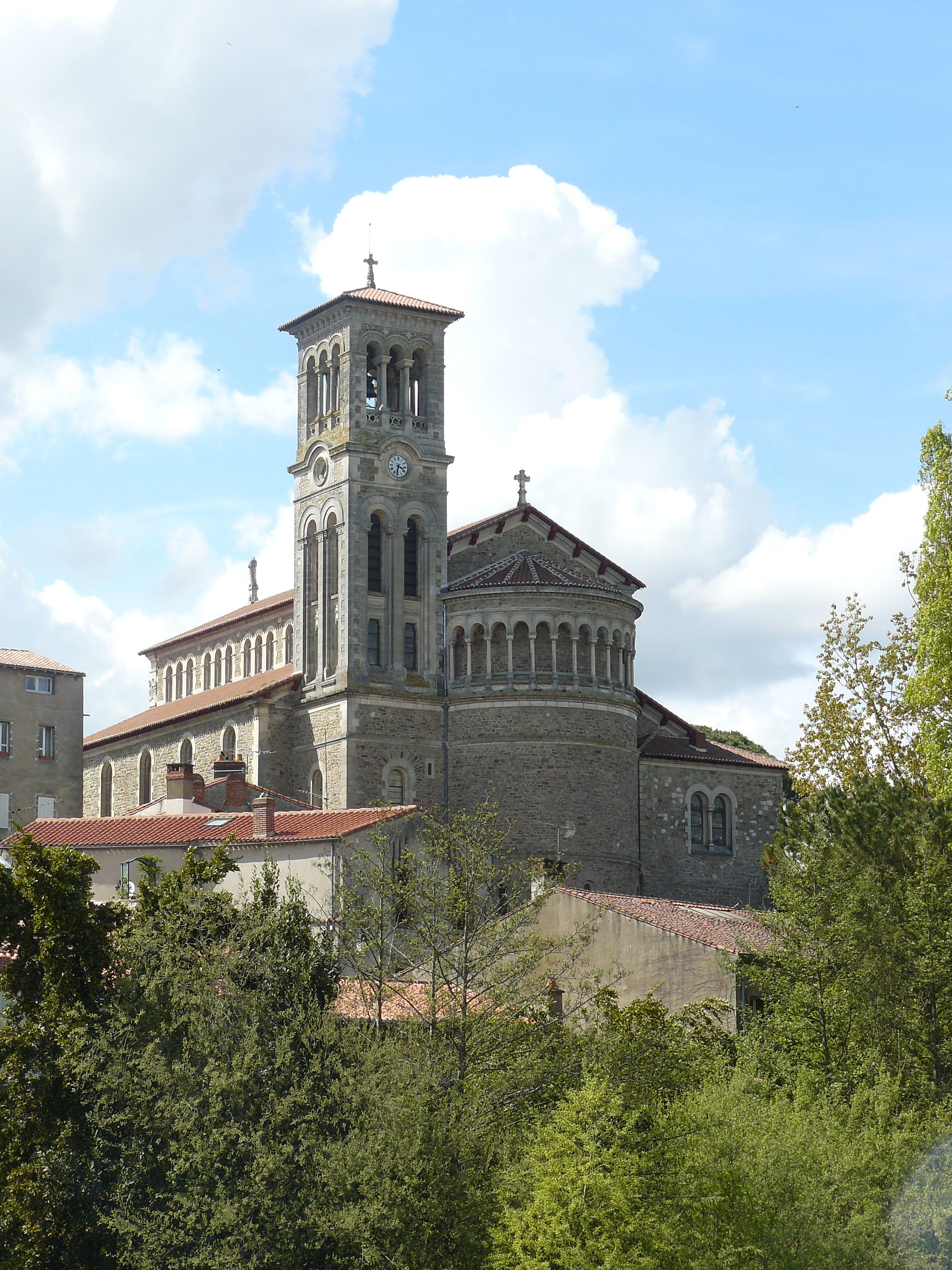
Église Notre-Dame de Clisson.
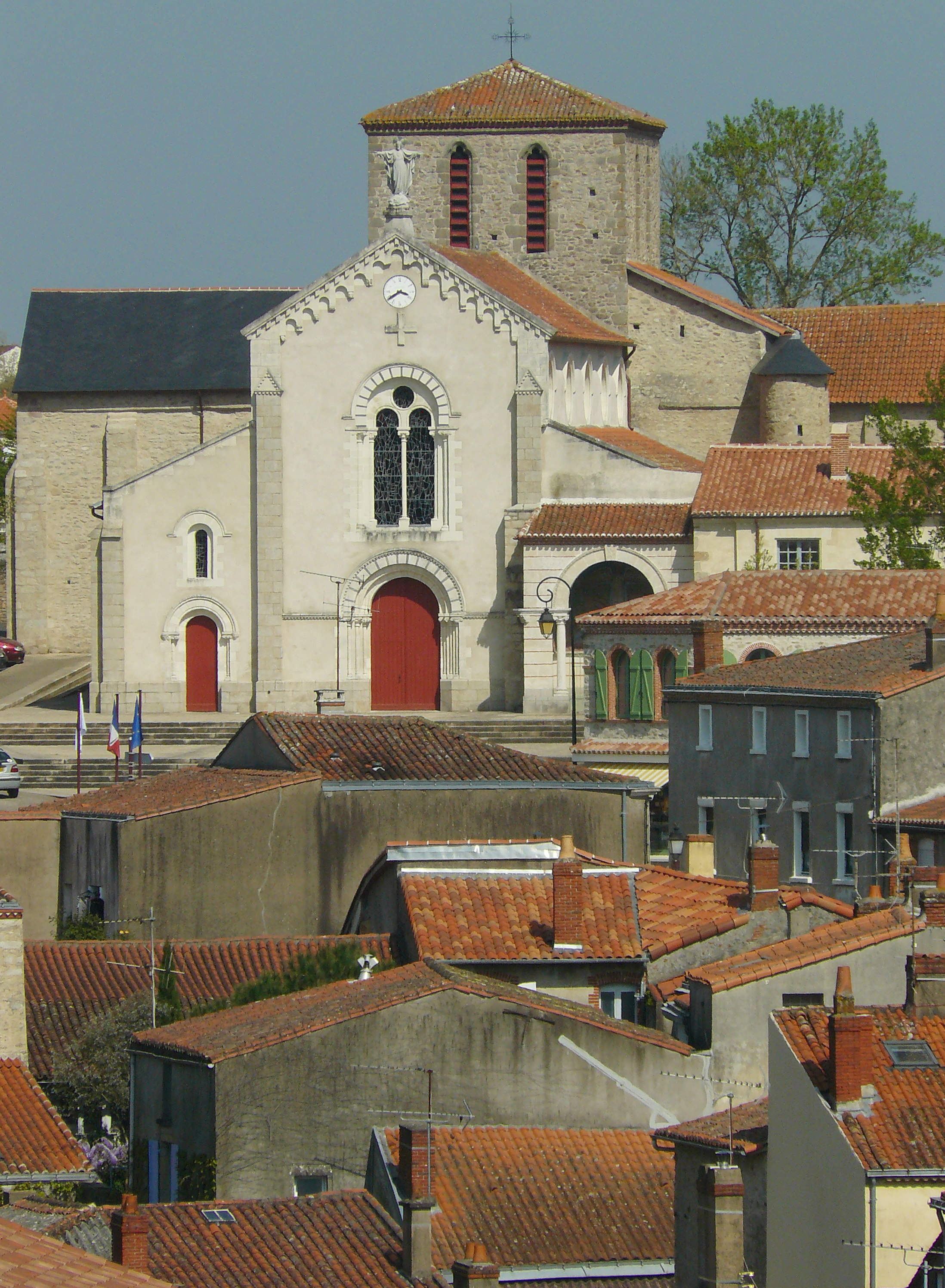
Église de la Trinité de Clisson.
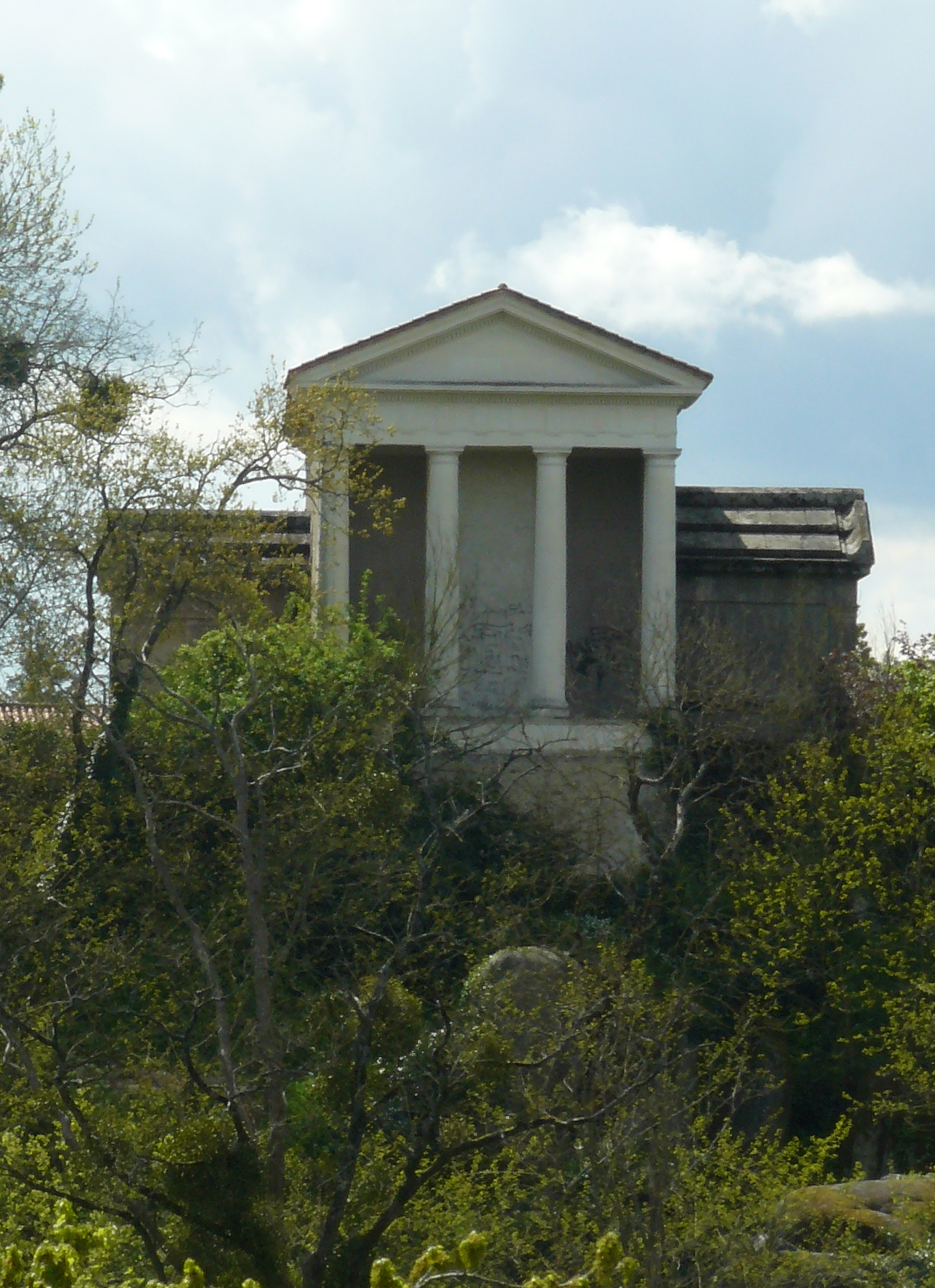
Temple de l'Amitié dominant le domaine de la Garenne Lemot.
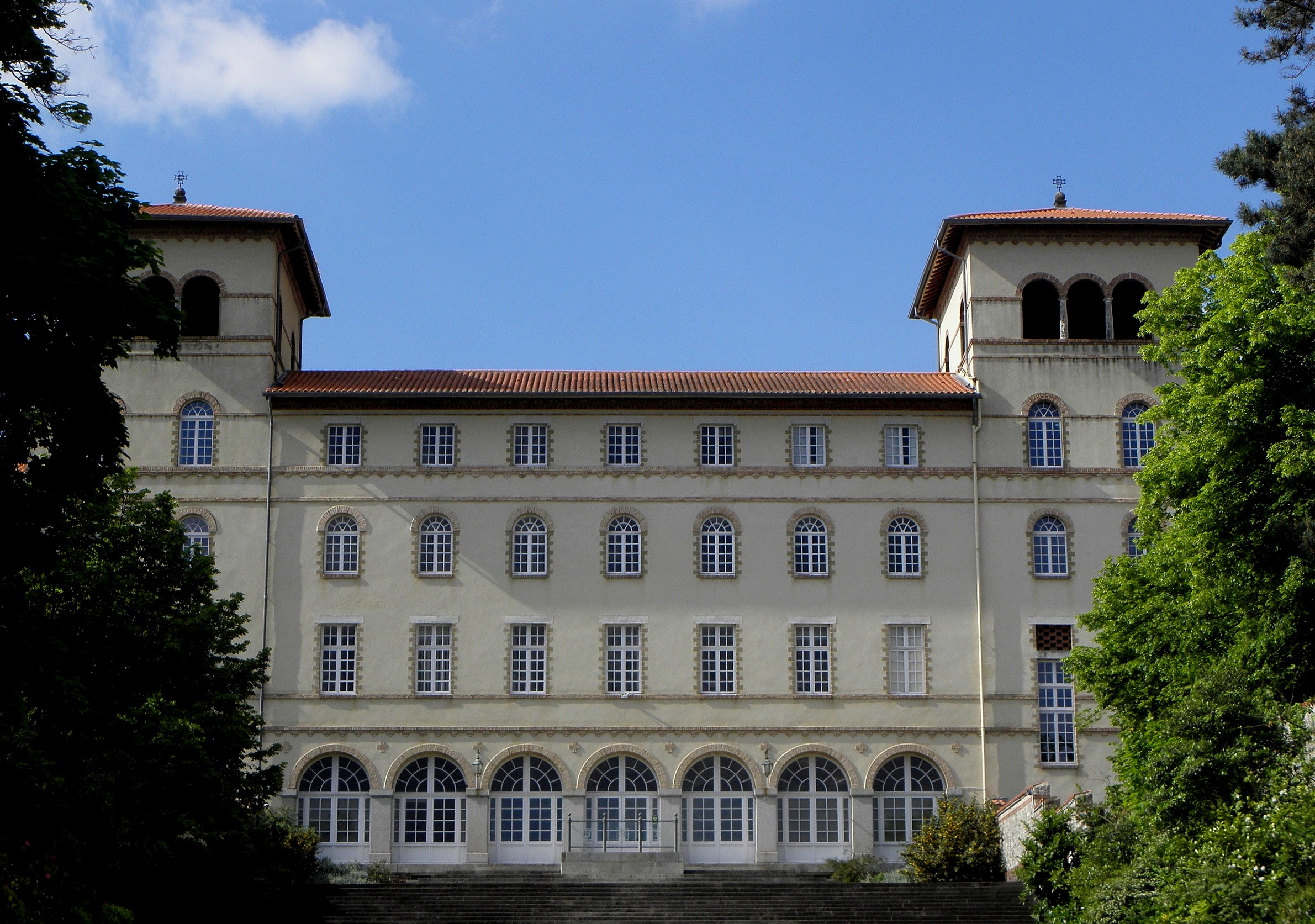
Lycée Saint-Vincent Providence de Rennes, façade principale.